# Tverskaja oelitsa

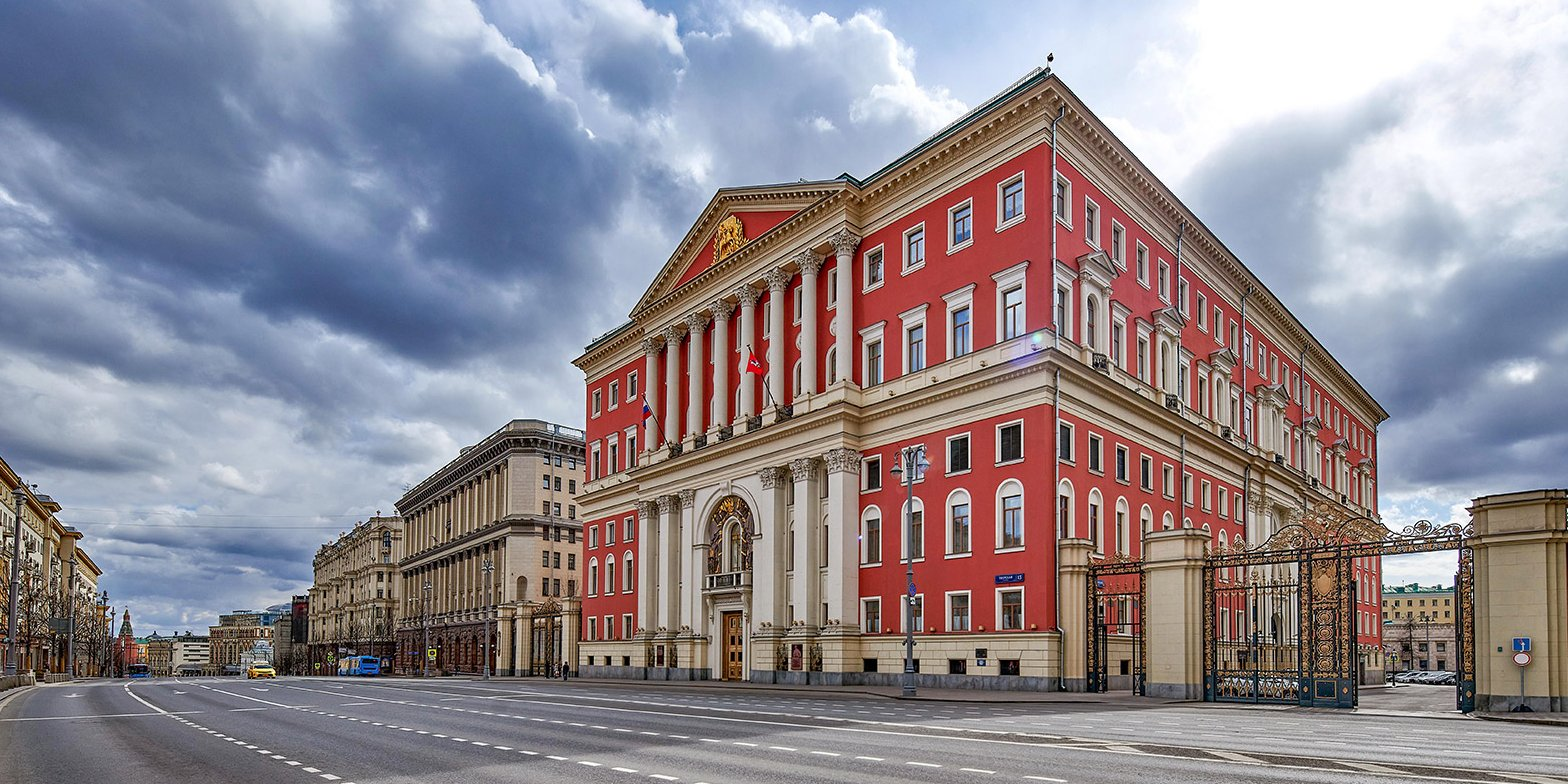
Tverskaja Oelitsa

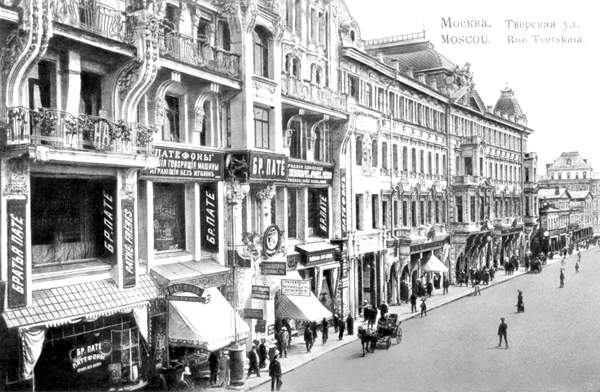
Historische foto van Tverskaja oelitsa.

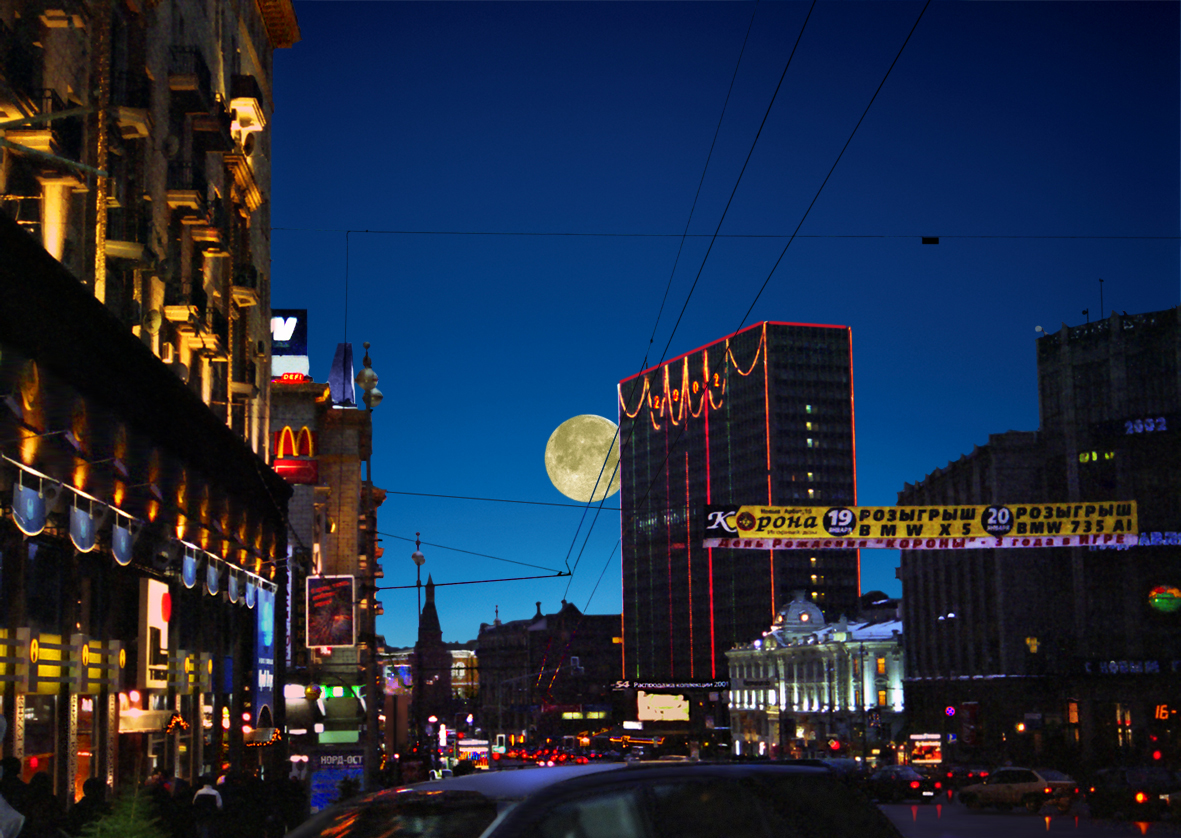
Tverskaja oelitsa vandaag.

De Tverskaja oelitsa (Russisch: Тверская улица, d.i. 'Tver-straat') is een der belangrijkste straten van de Russische hoofdstad Moskou. Ze is tegelijk belangrijk als verkeersader (rechtstreekse verbinding met Sint-Petersburg) én als winkelcentrum.
In de 19e eeuw was de Tverskaja een prestigieuze doorgangsweg die vanaf het Rode Plein rechtstreeks naar Sint-Petersburg voerde, en regelmatig voor de tsaren diende als processieroute. In die tijd stond de straat bekend om zijn eetgelegenheden, theaters, hotels en dure modewinkels met hoofdzakelijk Franse mode.
In de jaren dertig van de twintigste eeuw werd de straat, in het kader van Stalins geplande reconstructie van de stad, met 42 m verbreed. Ook de naam werd veranderd in Улица Горкого (Oelitsa Gorkogo), naar de schrijver Maksim Gorki. Veel waardevolle oude gebouwen werden toen gesloopt om er omvangrijke, sombere en grijze woonblokken voor arbeiders en partijfunctionarissen neer te zetten, die de straat tot een toonbeeld van de monumentale Sovjet-architectuurstijl maakten. Alle pogingen van Stalin ten spijt staan er toch nog steeds voldoende interessante gebouwen van vóór de Revolutie. 
Na het einde van de Sovjet-Unie kreeg de straat haar oorspronkelijke naam terug. Ze wordt nog steeds druk gebruikt door het autoverkeer, maar blijft erg in trek om er te eten en te winkelen.
De Tverskaja vertrekt vlak bij het Kremlin aan het Manege-plein en sluit vandaar aan op de concentrische ringwegen rond de stad en op de rechtstreekse verbindingsweg (M10) naar Sint-Petersburg. 
Volgende belangrijke gebouwen en pleinen bevinden zich aan de Tverskaja:
- het Hotel National in een mix van jugendstil en klassiek, vóór de Revolutie het mooiste hotel van Moskou
- (zijgevel van) de Staatsdoema, het Lagerhuis van het Russische parlement
- het Tverskaja-plein met het Moskouse stadhuis en het monument voor Joeri Dolgoroeki
- het Hoge Petrusklooster, uit de 13e eeuw
- de delicatessenzaak Jelisejev
- het Poesjkin-plein

Metrostations die de Tverskaja bedienen:
- "Majakovskaja" en "Tverskaja" op de lijn 2
- "Ochotny Rjad" op de lijnen 1 en 2
- "Tsjechovskaja" op de lijn 9
- "Poesjkinskaja" op de lijn 7